# 東急天城高原別荘地
東急天城高原別荘地（とうきゅう あまぎこうげん べっそうち）とは、静岡県伊豆市冷川から、伊東市池にまたがって所在している、天城東急リゾート（あまぎ とうきゅうリゾート）の大部分を占めている温泉付き別荘地。

## 概要
伊豆スカイラインの終点である天城高原ICの南方、天城山（天城連山）の北東端に当たる遠笠山の北東側山麓に造成されている大規模な温泉付き別荘地。温泉は東伊豆町の大川地区にて所有する源泉から供給している。総区画数は約2000、総棟数は約1000。
分譲地は、富士見台、大見台、矢筈台、遠笠台、清水台、対島台、八景台A、八景台B、丸野平などに分かれる。
1960年（昭和35年）に設立された伊豆観光開発株式会社が開発し、伊豆スカイラインの供用開始を翌年に控えた1961年（昭和36年）から分譲開始。伊豆観光開発株式会社はその後、1969年（昭和44年）に東急グループの傘下に入り、現在は東急不動産の子会社として天城高原別荘地の不動産売買と管理運営を行なっている。

## 施設
天城東急リゾート
- 天城高原サービスセンター（管理事務所）
- ホテルハーヴェスト天城高原[5]（東急ハーヴェストクラブ）
- 天城高原パターゴルフ（パターゴルフ）
- テニスコート（4面）
- あまぎスカイアドベンチャー[6]（フィールドアスレチック）
- 天城高原スカイヒルズ（リゾートマンション）
- シャクナゲハイキングコース[7]（ハイキングコース） - 天城連山の万二郎岳から万三郎岳の尾根を経由して戻ってくるコース。
- 天城高原ゴルフコース（ゴルフ場） - 天城連山の遠笠山と万二郎岳に挟まれた高地のゴルフ場。

その他
- 天城の里20 - 産業機械健康保険組合の直営保養所[8]。
- 天城ホームステッド - IBMの研修施設[9]。

## 周辺
- 霊友会弥勒山 - 天城高原別荘地の南東、遠笠山の東側山麓にある霊友会の施設[10]。

## 交通・アクセス
静岡県道111号が、南方の天城高原ゴルフコースから、天城高原別荘地を縦断し、伊豆スカイラインの天城高原IC前を経由しつつ、伊東市の大室山方面へと伸びている。
最寄り駅は伊豆急行線の伊豆高原駅（約13km、車20分）だが、東海バスが伊東駅と天城高原をつなぐシャトルバスを運行している。伊東駅と天城高原エリア間の所要時間は片道35分-55分。
伊東市内のバス停は、
- 伊東駅（3番乗り場）
- ハーヴェスト伊東
- 伊東郵便局
- 宮川
- 泉入口
- 城山町
- 荻
- 浅間神社 - 大室山西脇。

の8箇所、天城高原のバス停は、
- 富士見台
- 天城台
- 大見台 - 「天城の里20」最寄。
- 天城ホームステッド
- 矢筈台 - 天城高原サービスセンター（管理事務所）前。
- 河鹿沢
- スカイヒルズ下
- ハーヴェスト天城
- スカイヒルズ前
- 天城縦走登山口
- 天城高原ゴルフコース

の11箇所、計19箇所のバス停で運行されている。